# 輸電線塔
輸電線塔是一种用于支撑架空電纜的高大结构物，通常是由鋼製鏤空塔構成。它们能将电力从發電廠输送到變電所。大部分輸電鐵塔高度為15到55米不等，高度最高的輸電鐵塔位於中国浙江省，高度為380米。

## 施工方法

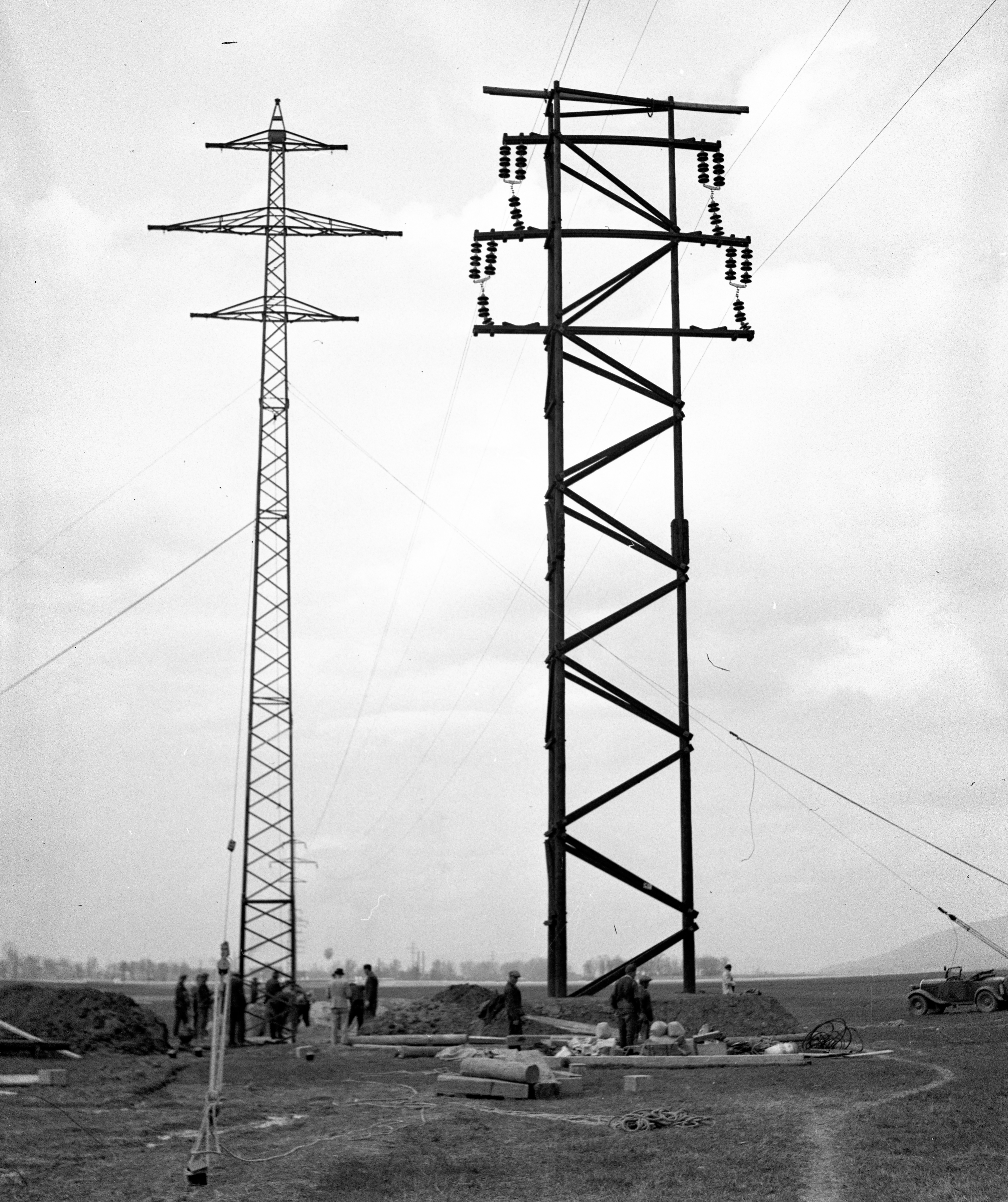
钢桅杆和木桅杆
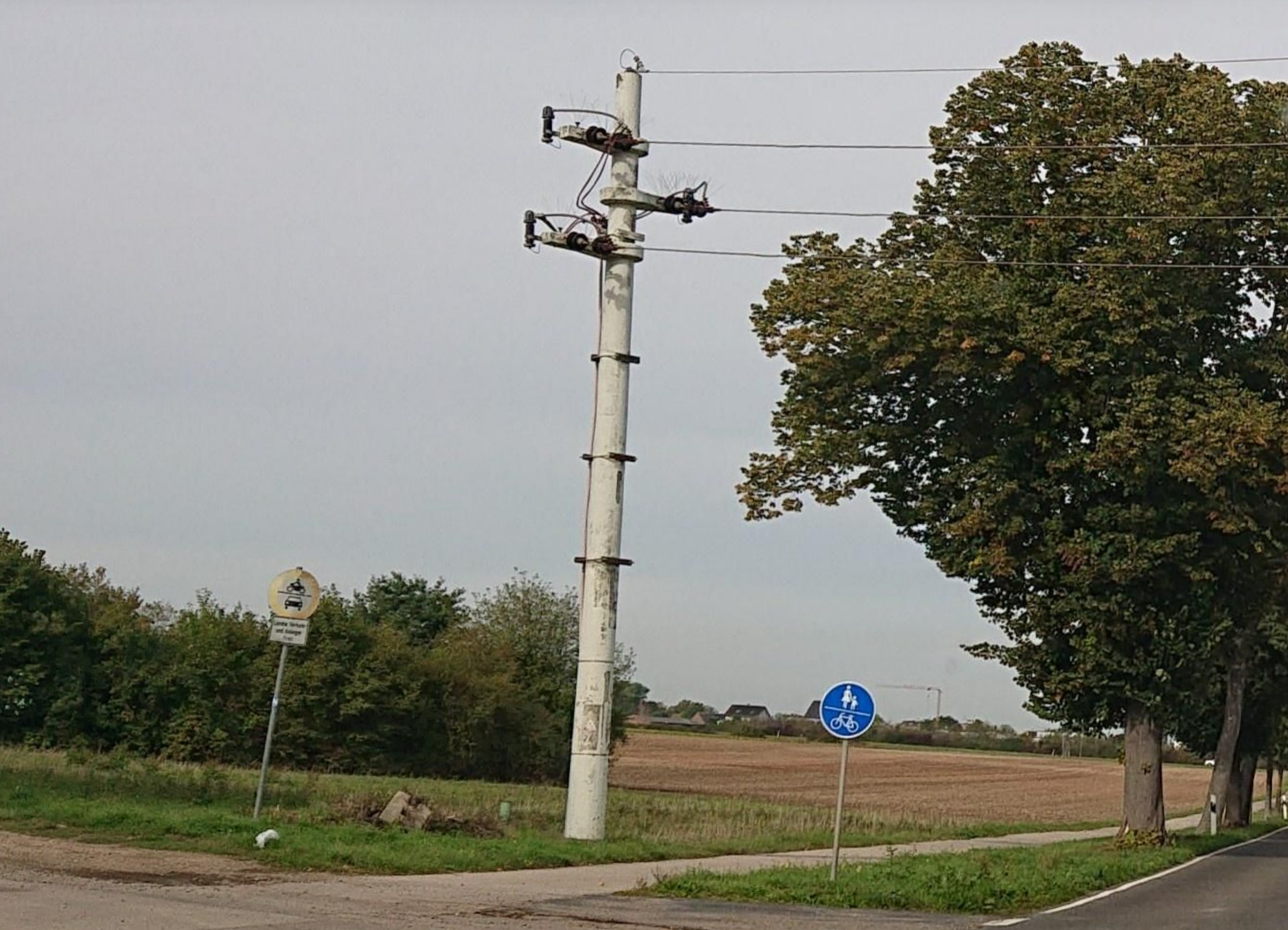
混凝土桅杆
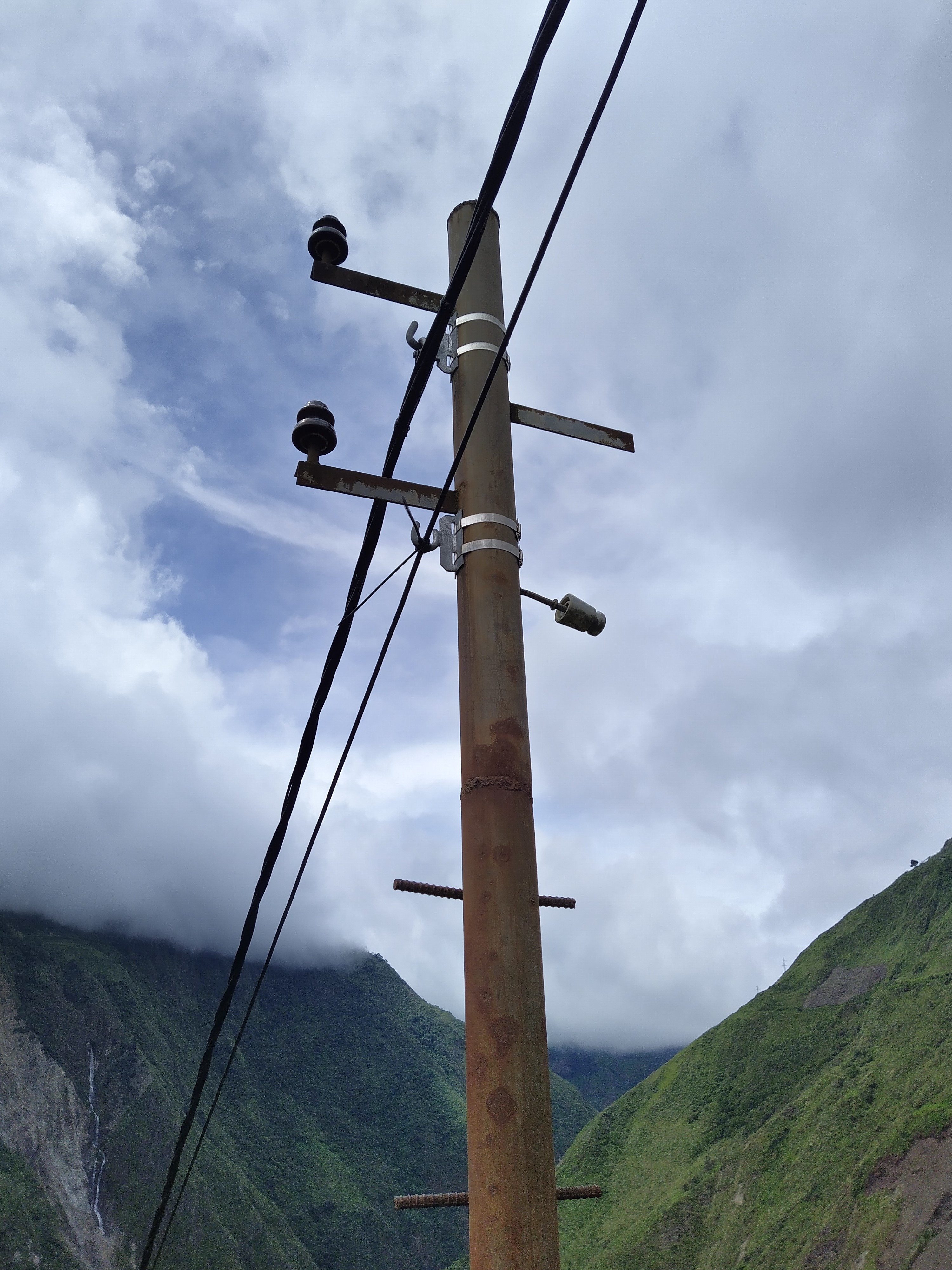
混凝土桅杆